# Леонід Белєй
Леонід Вікторович Белєй (Льоня) — український музикант, акордеоніст, учасник гурту Мандри (акордеон\клавішні).

## Життєпис
Народився 14 липня 1966 року в місті Київ і вже з дитячих років відчув нестримний потяг до музики. З перших років навчання в загальноосвітній школі потяг до музики збільшився до розмірів бажання навчитися грати на акордеоні. Закінчивши дитячу музичну школу, а також вісім класів загальноосвітньої школи, з полегшенням та великим задоволенням заховав власний акордеон в далекий куток і продовжив освіту у Київському технікумі радіоелектроніки. Слава кумирів рок-музики того часу ("Машина времени", "Воскресенье", "Динамик", "Аквариум"...) дала поштовх до оволодіння модним серед молоді інструментом — гітарою.  
Ще навчаючись в технікумі, разом з друзями робив перші спроби зібрати рок-команду. Після технікуму була служба в армії та дуже різноманітна біографія в області працевлаштування: працював на Київському центральному телеграфі, в одній з будівельних організацій, у Київському Молодому театрі, митним брокером солідної комерційної фірми... Але паралельно протягом усього цього часу музичної творчості не припиняв. В цей період брав участь у декількох музичних проектах київського андеграунду (в тому числі в записах пісень досить відомого на той час андеграундним колам Фоми, доповнив пісні Фоми мелодійним колоритом).
Приєднався до гурту Мандри в жовтні 1997 року. Того ж року Леонід відіграв свій перший справжній концерт на розігріві російського гурту «АукцЫон» в київському ПК КМУЦА. Одночасно брав участь і в багатьох інших проектах, зокрема писав музику до так і не виданого пісенника Каті Chilly «Сон» (2002). Навесні 2003-го року в складі гурту Suphina Dentata записав платівку «Rosa Del Ciel». 
У березні 2005-го під творчим іменем Лео видав власний альбом «Люмінофори». 
У 2013 написав музику до мультфільму «Лежень» за мотивами однойменного твору Юрія Винничука.
Одружений. Освіта середня спеціальна.